# Kedah
Il Kedah (in Jawi: قدح) è uno degli stati della Malaysia.
Si estende su una superficie di 9.429 km², ospita una popolazione di ca. 2 180 000 abitanti (nel 2019) ed è situato nella regione nord-orientale della Malesia peninsulare.
La capitale è Alor Setar.
Confina a nord con lo stato di Perlis e con la Thailandia, a sud e ad est con lo stato di Perak, a occidente si affaccia sullo Stretto di Malacca. Fa parte dello stato anche l'arcipelago di Langkawi.

## Distretti
Il Kedah è diviso in dodici distretti.
|    | Distretto                  | Capoluogo                 | Area (km²) | Popolazione (2010) |
| -- | -------------------------- | ------------------------- | ---------- | ------------------ |
| 1  | Distretto di Baling        | Baling (distretto urbano) | 1 529      | 132 304            |
| 2  | Distretto di Bandar Baharu | Serdang                   | 269        | 41 352             |
| 3  | Distretto di Kota Setar    | Alor Setar                | 665        | 357 176            |
| 4  | Distretto di Kuala Muda    | Sungai Petani             | 923        | 443 488            |
| 5  | Distretto di Kubang Pasu   | Jitra                     | 948        | 214 479            |
| 6  | Distretto di Kulim         | Kulim                     | 765        | 281 260            |
| 7  | Distretto di Langkawi      | Kuah                      | 467        | 92 784             |
| 8  | Distretto di Padang Terap  | Kuala Nerang              | 1 357      | 61 970             |
| 9  | Distretto di Pendang       | Pendang                   | 626        | 93 598             |
| 10 | Distretto di Pokok Sena    | Pokok Sena                | 244        | 48 347             |
| 11 | Distretto di Sik           | Sik                       | 1 635      | 66 387             |
| 12 | Distretto di Yan           | Yan Setar                 | 242        | 66 606             |